# Sebastian Finsterwalder
Sebastian Finsterwalder (Rosenheim, Reino de Baviera, 4 de octubre de 1862-Múnich, Alemania Occidental, 4 de diciembre de 1951) fue un matemático y glaciólogo alemán. Conocido como el «padre de la fotogrametría de glaciares», fue pionero en el uso de la refotografía como instrumento de comparación temporal en la medida de la geología y la estructura de los Alpes y sus flujos glaciares. Las técnicas de medida que desarrolló y los datos que produjo aún están en uso para estudiar el cambio climático.

## Biografía
Finsterwalder nació el 4 de octubre de 1862 en Rosenheim, hijo de Johann Nepomuk Finsterwalder, un maestro panadero de Antdorf, cerca de Weilheim, en Alta Baviera, y de Anna Amman, de Rosenheim. Falleció el 4 de diciembre de 1951 en Múnich. Trabajó como matemático y agrimensor. En 1892, se casó con Franziska Mallepell, de Bresanona, en Tirol del Sur. Sus dos hijos trabajaron en campos similares, Richard Finsterwalder (1899-1963) fue profesor en la Universidad Técnica de Hannover y en la de Múnich, y Ulrich Finsterwalder (1897-1988) fue ingeniero civil.
A partir de su afición al montañismo, Finsterwalder se interesó a través de su amigo E. Richter en los fósiles alpinos como indicadores de la geología y estructura de los Alpes y sus glaciares. Su búsqueda de un método de medida preciso y barato para el movimiento de los glaciares le llevó desarrollar aplicaciones glaciológicas de la fotogrametría en geodesia.
En 1886, a los 24 años, obtuvo su doctorado en la Universidad de Tubinga bajo la dirección del geómetra algebraico Alexander von Brill. Observó que el análisis del problema de la homografía de Rudolf Sturm (1869) puede usarse para resolver el problema de la reconstrucción tridimensional usando coincidencias de puntos en dos imágenes, lo que supuso el fundamento matemático de la fotogrametría.
Fue pionero en los estudios geodésicos de alta montaña. A los 27 años, realizó el primer proyecto de mapeado del glacial Vernagtferner en los Alpes de Ötztal, en Austria.

## Investigación y aplicaciones de la fotogrametría
Tras el trabajo de 1878 del ingeniero italiano Pio Paganini, entre otros, Finstenwalder avanzó en métodos para la reconstrucción y medida de objetos tridimensionales a partir de imágenes fotográficas.
Fue nombrado profesor en la Universidad Técnica de Múnich en 1891 reemplazando a su antiguo profesor Aurel Voss en el Departamento de Geometría Analítica y Cálculo Diferencial e Integral, y permaneció en la universidad hasta 1931. Al año siguiente, se casó y completó el primer registro del glaciar del monte Wetterstein y en los Alpes de Berchtesgaden.
Aplicó la técnica de la goniografía en fotogrametría además de métodos geodésicos convencionales, ayudado por el nuevo y ligero teodolito que desarrolló para aplicaciones de alta montaña. El dispositivo estaba basado en el prototipo desarrollado por Albrecht Meydenbauer para aplicaciones en arquitectura. A partir de 1890, utilizó también fotografía aérea, reconstruyendo la topografía de Gars en 1899 a partir de un par de fotografías desde un globo aerostático utilizando cálculos matemáticos de muchos puntos en las imágenes.
En 1897, Finsterwalder escribió a la Deutsche Mathematiker-Vereinigung describiendo algunos de los resultados de geometría proyectiva que estaba aplicando a la fotogrametría. Su teoría de grandes mallas de triángulos se hizo conocido como «método de campos de Finsterwalder» (1915). Sin embargo, su aproximación analítica era laboriosa, lo que llevó al desarrollo de instrumentos análogos que permitían una reconstrucción óptica/mecánica más rápida de los conjuntos de datos fotográficos para determinar puntos de objetos. A esto ayudó el recientemente desarrollado estereocomparador de Carl Pulfrich (1901) y el estereoautógrafo de Eduard Ritter von Orel (1907), ambos construidos por la empresa Carl Zeiss.
En 1911 obtuvo la cátedra de geometría descriptiva, rechazando ofertas de nombramientos de Viena, Berlín y Potsdam.

## Aerodinámica
Felix Klein encargó a Finsterwalder siendo este profesor de matemáticas en la Universidad Técnica de Múnich escribir sobre aerodinámica para su Enzyklopädie der mathematischen Wissenschaften mit Einschluss ihrer Anwendungen (EMW) (Enciclopedia de Ciencias Matemáticas con sus Aplicaciones). El artículo, que envió en agosto de 1902, más de un año antes de que los hermanos Wright lograran el primer vuelo propulsado, conforma un precedente para las matemáticas tras este nuevo campo de la ingeniería. Finsterwalder trabajó también con Martin Kutta (1867-1944) en el Instituto en Múnich para desarrollar fórmulas para relacionar la sustentación en un perfil alar en términos de la circulación a su alrededor. La tesis de habilitación de Kutta, completada también en 1902 con la colaboración de Finsterwalder, contiene el teorema de Kutta-Joukowski para la sustentación en un perfil alar.

## Flujo glaciar en los Alpes de Ötztal
En 1922, Finsterwalder cartografió la topografía de los Alpes de Ötztal, centrándose en dos glaciares, el Gepatschferner y el Weißseeferner, usando fotogrametría. Durante su trabajo, descubrió el glaciar de Ölgruben y el glaciar al norte de Krummgampenspitze. En 1923 y 1924, Finsterwalder midió el perfil de velocidad de flujo a lo largo del glaciar de Ölgruben. Debido a los esfuerzos de Finsterwalder, Ölgruben se convirtió en el objeto de un extenso estudio longitudinal de la velocidad de flujo de gran valor en la investigación climática, con varias mediciones realizadas por Wolfgang Pillewizer en 1938, 1939 y 1953 usando fotogrametría, y que aún sigue en marcha utilizando técnicas de posicionamiento basadas en imágenes de satélite. Su hijo Richard ayudó en el proyecto de cartografiado de los Alpes de Ötztal y continuó los estudios de su padre.

## Otras contribuciones
Bajo su dirección, la Comisión Internacional Bávara para la Geodesia realizó medidas gravitatorias precisas usando gravímetros por toda Baviera.

## Premios y reconocimientos
- 1965: Nombramiento en su honor del Instituto Finsterwalder en su Rosenheim natal.
- Nombramiento en su honor del glaciar Finsterwalder.
- 1915: Nombrado presidente de la Deutsche Mathematiker-Vereinigung.
- 1943: Premiado con el Medallón Conmemorativo Helmert a la Excelencia por la Asociación Alemana de Topografía.